# Empis paschalis
Empis paschalis är en tvåvingeart som beskrevs av Johannes von Nepomuk Franz Xaver Gistel 1848. Empis paschalis ingår i släktet Empis och familjen dansflugor.
Artens utbredningsområde är Tyskland. Inga underarter finns listade i Catalogue of Life.